# Рамазанов, Рамазан Эльдарович
Рамазан Эльдарович Рамазанов (15 февраля 1995, Октябрьское, Хасавюртовский район, Дагестан, Россия) — российский и болгарский борец вольного стиля, многократный чемпион Болгарии, призёр чемпионатов мира и Европы. Серебряный призёр турнира «Аланы», бронзовый призёр турнира на призы А. Медведя, бронзовый призёр турнира памяти Д. Кунаева. 

## Карьера
С 2015 года вместе со своим братом занимался в хасавюртовском УОР. В августе 2018 года в составе сборной Дагестана отправился на чемпионат России. В ноябре 2018 года завоевал бронзовую медаль на турнире памяти Динмухамеда Кунаева в Казахстане. В мае 2019 года выступал на рейтинговом турнире в Италии, где в итоге занял 10 место. До 2019 года представлял Россию, после чего стал выступать за Болгарию. В конце января 2020 года выиграл чемпионат Болгарии. В январе 2023 года вновь стал чемпионом Болгарии. В начале июня 2023 года стал чемпионом Болгарии, так как данные турниры проводятся два раза в год. В январе 2025 года в городе Враца стал 11-кратным чемпионом Болгарии, не проиграв ни одного соревнования.

## Личная жизнь
Его старший брат — Магомед, также борец, олимпийский чемпион, обладатель Кубка мира.

## Спортивные результаты
- Мемориал Д. Кунаева 2018 -
- Международный турнир Аланы по вольной борьбе 2019 - ;
- Международный турнир Александр Медведь 2019 - ;
- Мемориал Циолковского 2019 -;
- Чемпионат Болгарии по вольной борьбе 2020 (январь) — ;
- Чемпионат Болгарии по вольной борьбе 2023 (январь) — ;
- Чемпионат Болгарии по вольной борьбе 2023 (июнь) — ;
- Чемпионат Болгарии по вольной борьбе 2025 (январь) — ;